# The Iceberg
The Iceberg（ジ アイスバーグ）は、東京都渋谷区神宮前六丁目にある建築物である。香港の不動産会社ヴェロックスの特定目的会社により地産本社ビル跡地に建設され、2006年4月に竣工した。明治通りに面したファサードは青とメタリックの中間膜を用いた全面ガラス張りで、一枚ごとに形状が異なるガラス面を斜めに組み合わせたファサードを、エレベーターシャフトが垂直に貫く。デザインコンセプトは「都市に投げ込まれたクリスタルの結晶」。その特徴的な外観から、氷山を意味する「The Iceberg」と名付けられた。1階・2階には2006年12月9日に、アウディによる日本国内初、世界10番目の大型ショールーム「アウディフォーラム東京」が入居した。2017年12月、Norges Bank Real Estate Management（ノルウェー中央銀行の不動産投資部門）は東急不動産との共同出資により、ヴェロックスから本物件ほか計5物件を取得すると発表した。
アウディフォーラム東京は2016年2月に閉店した。
2018年8月1日より、WeWorkのコワーキングスペースが7階まで全ての階に入居した。3階より上はプライベートオフィスとなる。